# Археологічний музей-заповідник «Горгіппія»

Анапский археологічний музей-заповідник «Горгі́ппія» — археологічний музей просто неба на місці розкопок житлових кварталів давньогрецького міста Горгіппія. Філія Краснодарського державного історико-археологічного музею-заповідника імені Є. Д. Феліцина.

## Історія музею
Офіційно Анапський археологічний музей — філія Краснодарського державного історико-археологічного музею-заповідника, був створений у 1977 році рішенням Ради Міністрів РРФСР. Але прийнято вважати, що музей веде свою історію від «Кімнати старожитностей», основу якої склала колекція професора Петербурзького університету М. І. Веселовського, яка була відкрита в міському курортному залі у липні 1909 року. Микола Веселовський вважається засновником музею.
Знахідки, отримані в результаті розкопок античної Горгіппії (городище вперше розкопане у 1949 році В. Д. Блаватським, систематично досліджується з 1975 року) надходять в музей з 1956 року.
Наразі археологічний музей-заповідник включає 1,6 га заповідної території, з яких 0,7 га досліджені і експонуються: оборонні споруди, житлові квартали, дороги, колодязі, водостоки, виноробні тощо.

## Експозиція
Екскурсійна доріжка огинає розкоп стародавнього міста ( безпосередньо розкопками переміщатися заборонено), вздовж маршруту виставлені предмети життя і побуту мешканців античного міста, знайдені археологами.
Археологічні знахідки експонуються також в двох будинках дореволюційної побудови. Найбільш мистецькі вартісні (унікальні) знахідки: колекція предметів археології — 14540 одиниць зберігання і колекція нумізматики — 11085 одиниць.
Інтерес представляють колекції пам'ятників епіграфіки (зокрема проксенія — документ, що даруює привілеї іноземному купцеві, рескрипти Боспорського царя Аспурга про зниження мит, списки імен фіаситів, пам'ятники надгробної скульптури кінця VI — початку V століття до н. е.); колекція теракотових статуеток (понад 200 зображень грецьких богів Деметри, Діоніса, Афродіти, Геракла, Гермеса, Ерота, Психеї). Велику художню цінність представляє мармурова голівка Афродіти I століття, знайдена при розкопках у 1968 році. Цікаві фрески склепу Геракла знайдені у 1975 році, а також колекції амфор (Хіос, Лесбос, Коринф, Родос, Синоп, Гераклея, Фасос та ін.) і колекція намист, підвісок, амулетів з натуральних каменів і штучних матеріалів (понад 1000 одиниць).